# Tamedung
Tamedung is een bestuurslaag in het regentschap Sumenep van de provincie Oost-Java, Indonesië. Tamedung telt 4555 inwoners (volkstelling 2010).